# Xystrocera vicina
Xystrocera vicina es una especie de escarabajo longicornio del género Xystrocera, categorizada en la tribu Xystrocerini, de la subfamilia Cerambycinae. Fue descrita por Corinta-Ferreira en 1954.

## Descripción
Mide 14 mm de longitud.

## Distribución
Se distribuye por Sudáfrica.